# Phaeodica
Phaeodica är ett släkte av skalbaggar. Phaeodica ingår i familjen vivlar.
Kladogram enligt Catalogue of Life:
| Phaeodica | \| \| Phaeodica fulvicornis \| \| \| \| \| \| Phaeodica scutellaris \| \| \| \| |
|           | \| \| Phaeodica fulvicornis \| \| \| \| \| \| Phaeodica scutellaris \| \| \| \| |
|           | Phaeodica fulvicornis                                                           |
|           |                                                                                 |
|           | Phaeodica scutellaris                                                           |
|           |                                                                                 |